# Hydroxyde de fer(II)
Pour les articles homonymes, voir Hydroxyde de fer.
L'hydroxyde ferreux ou hydroxyde de fer(II) est un composé chimique qui apparaît de couleur vert foncé quand il est préparé en tube à essai, mais qui est de couleur blanche quand il est préparé en absence d'air. Une trace de dioxygène ajouté à Fe(OH)2 incolore le fait en effet devenir vert plus ou moins foncé suivant la quantité de dioxygène. Il est composé d'un cation de fer (fer(II) ou Fe2+) et de deux anions d'hydroxyde (OH−)

## Synthèse
Il peut être synthétisé en mettant de l'hydroxyde de sodium dans une solution contenant du chlorure de fer(II)
2 (Na+ + OH−)(aq) + (2 Cl− + Fe2+)(aq) {\displaystyle \longrightarrow } 2 (Na+ + Cl−)(aq) + (Fe(OH)2)(s)

## Structure

### Rouille blanche
La structure de ce composé est rhomboédrique. Elle s'apparente à la brucite (Mg(OH)2). Les paramètres structuraux définis dans une maille hexagonale sont : a = 3,265 Å ; c = 4,601 Å. L’ion ferreux y est dans un environnement octaédrique Fe(OH)6, chaque OH étant lié à plusieurs Fe2+. Ce composé s'appelle également white rust (rouille blanche).

### Rouille verte
Par oxydation partielle, Fe(OH)2 s'oxyde en un composé non stoechiométrique Fe2+(1-x)Fe3+x (OH)2Clx·n H2O appelé green rust (rouille verte), qui est présent quand la précipitation mentionnée ci-dessus est réalisée sans précaution vis-à-vis de l'air. Sa structure est également rhomboédrique, de type brucite. Les paramètres structuraux définis dans une maille hexagonale sont : a = 3,190 Å ; c = 23,85 Å.